# Yōko Ōta (géographe)
Ne doit pas être confondu avec Yōko Ōta.
Yōko Ōta (太田陽子, Ōta Yōko), née le 17 août 1928 à Tokyo et morte le 30 mars 2024, est une géographe japonaise spécialisée en géomorphologie. Elle est professeure émérite à l'université nationale de Yokohama et fait partie, avec Kazuko Urushibara, des femmes pionnières en géomorphologie au Japon. Ses 95 publications sur les failles et les terrasses marines ont été récompensées par plusieurs prix. 

## Biographie
Yōko Ōta nait à Tokyo le 17 août 1928. Elle est diplômée du département de géographie de l'Université de littérature et des sciences de Tokyo en 1952. Elle obtient son doctorat en géographie en 1960 au département des sciences de l'université d'éducation de Tokyo.
Après avoir travaillé comme professeure à la Faculté d'éducation de l'université nationale de Yokohama, elle devient en 1994 professeure à la Faculté des lettres de l'université Senshu. De 2000 à 2008, elle est invitée à l'université nationale de Taiwan comme professeure distinguée. Elle est depuis professeure émérite à l'Université nationale de Yokohama .

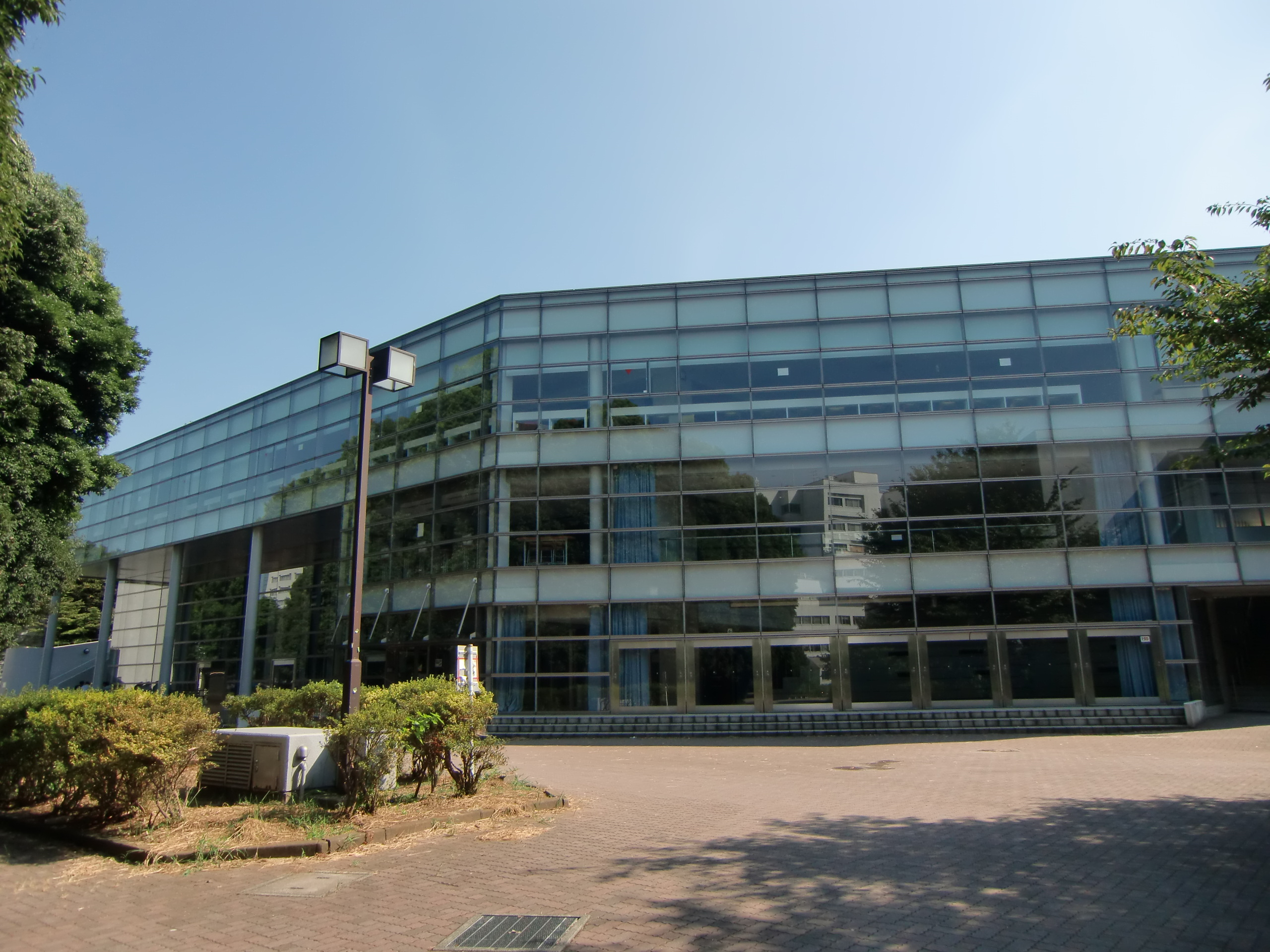
Université de Yokohama

## Travaux
Depuis les années 1960, les recherches de Yōko Ōta concernent l'étude des plis actifs, des failles et des terrasses marines. Elle étudie en particulier la déformation de la croûte terrestre depuis le dernière période interglaciaire. Elle se base sur la distribution en altitude des terrasses marines à partir d'études de cas au Japon et à l'étranger pour reconstruire les processus tectoniques et l'évolution du niveau de la mer dans la région du Pacifique. Elle joue également un rôle central dans la recherche sur les failles dans diverses régions du Japon, à Taïwan et en Nouvelle-Zélande, études reconnues au niveau international. Le principal ouvrage traduit en anglais, The landforms of Japan, auquel elle participe, est une contribution importante à la géomorphologie. Le caractère exemplaire des formes et modelés présentés et richement illustrés en fait un classique. L'ouvrage traite du rôle des failles dans la topographie, le volcanisme actif et la dynamique des côtes et aborde l'action des tsunamis sur la géomorphologie. 

## Hommages et distinctions
- Prix de la Société japonaise pour l'étude des failles actives en 2009[9].
- Prix de la Société géographique du Japon pour ses recherches académiques en 2013[10].
- Membre élue de l'Union des géosciences du Japon[6].
- Membre élue de l'Union internationale pour l'étude du quaternaire en 2011[11].
- Membre de l'Association internationale des géomorphologues[12].

- Première Japonaise à être nommée membre honoraire de la Société royale de Nouvelle-Zélande en 1999[7] .

## Publications
- Sōhei Kaizuka, Yōko Ōta, 爽平(1926-1998) 貝塚 et 陽子(1928- ) 太田, The landforms of Japan, University of Tokyo Press,‎ 1981 (ISBN 0-86008-283-0 et 978-0-86008-283-5, OCLC 7617863, lire en ligne)

- Sohei Kaizuka, Yoko Oota, Takashi Koaze et Sumiko Kubo, Shashin to zu de miru chikeigaku., Tokyodaigakushuppankai, mai 2019 (ISBN 978-4-13-062730-6 et 4-13-062730-9, OCLC 1107520607, lire en ligne)

- Robert S. Yeats, Yōko Ōta, Takashi Azuma et 陽子 太田, Tahatsusuru jishin to shakai anzen : Kariforunia ni miru yobō to taisaku, Kokonshoin,‎ 2009 (ISBN 978-4-7722-5241-6 et 4-7722-5241-X, OCLC 675906811, lire en ligne)

- Sōhei Kaizuka et 貝塚爽平, Nihon no chikei, Tōkyō Daigaku Shuppankai,‎ 2000-2006 (ISBN 4-13-064711-3, 978-4-13-064711-3 et 4-13-064712-1, OCLC 48533778, lire en ligne)

- Masakazu Ōtake, Asahiko Taira, Yōko Ōta et 政和 大竹, Nihonkai tōen no katsudansō to jishin tekutonikusu, 東京大学出版会,‎ 2002 (ISBN 4-13-060739-1 et 978-4-13-060739-1, OCLC 675352827, lire en ligne)